# 1. liga 2015-2016
La 1. liga 2015-2016 è stata la 23ª edizione del massimo campionato ceco di calcio. La stagione è iniziata il 23 luglio 2015 e terminata il 14 maggio 2016.

## Formula
Le 16 squadre iscritte si affrontano in un girone di andata e ritorno, per un totale di 30 giornate.
Dalla stagione precedente, grazie alla maggiore Ranking UEFA, sia la squadra campione della Repubblica Ceca che la seconda classificata sono ammesse al terzo turno di qualificazione della UEFA Champions League 2015-2016.
La terza e la quarta classificate sono ammesse rispettivamente al terzo e al secondo turno di qualificazione della UEFA Europa League 2015-2016.
Le ultime due classificate retrocedono direttamente in Druhá liga.

## Squadre partecipanti
| Club             | Città              | Stadio                           | Posizione 2014-2015            |
| ---------------- | ------------------ | -------------------------------- | ------------------------------ |
| Baník Ostrava    | Ostrava            | Bazaly                           | 13º posto in 1. liga           |
| Dukla Praga      | Praga              | Stadio Juliska                   | 6º posto in 1. liga            |
| Bohemians 1905   | Praga              | Stadio Ďolíček                   | 8º posto in 1. liga            |
| Jablonec         | Jablonec nad Nisou | Chance Arena                     | 3º posto in 1. liga            |
| Mladá Boleslav   | Mladá Boleslav     | Stadio Municipale                | 4º posto in 1. liga            |
| Příbram          | Příbram            | Na Litavce                       | 5º posto in 1. liga            |
| Sigma Olomouc    | Olomouc            | Andrův stadion                   | 1º posto in Druhá liga         |
| Slavia Praga     | Praga              | Stadion Eden                     | 11º posto in 1. liga           |
| Slovácko         | Uherské Hradiště   | Stadio Miroslav Valenty          | 9º posto in 1. liga            |
| Slovan Liberec   | Liberec            | Stadion u Nisy                   | 12º posto in 1. liga           |
| Sparta Praga     | Praga              | Generali Arena                   | 2º posto in 1. liga            |
| Teplice          | Teplice            | Na Stínadlech                    | 7º posto in 1. liga            |
| Viktoria Plzeň   | Plzeň              | Stadio Municipale                | Campione della Repubblica Ceca |
| Vysočina Jihlava | Jihlava            | Stadion v Jiráskově ulici        | 10º posto in 1. liga           |
| Zbrojovka Brno   | Brno               | Městský fotbalový stadion Srbská | 14º posto in 1. liga           |
| Trinity Zlín     | Zlín               | Stadion Letná                    | 3º posto in Druhá liga         |

## Classifica
Aggiornata al 15 maggio 2016.
|                      | Pos. | Squadra          | Pt | G  | V  | N  | P  | GF | GS | DR  |
| -------------------- | ---- | ---------------- | -- | -- | -- | -- | -- | -- | -- | --- |
| Rep. Ceca (bandiera) | 1.   | Viktoria Plzeň   | 71 | 30 | 23 | 2  | 5  | 57 | 25 | +32 |
|                      | 2.   | Sparta Praga     | 64 | 30 | 20 | 4  | 6  | 61 | 24 | +37 |
|                      | 3.   | Slovan Liberec   | 58 | 30 | 17 | 7  | 6  | 51 | 35 | +16 |
|                      | 4.   | Mladá Boleslav   | 57 | 30 | 16 | 9  | 5  | 63 | 37 | +26 |
|                      | 5.   | Slavia Praga     | 52 | 30 | 14 | 10 | 6  | 48 | 26 | +22 |
|                      | 6.   | Zbrojovka Brno   | 47 | 30 | 14 | 5  | 11 | 37 | 38 | -1  |
|                      | 7.   | Jablonec         | 41 | 30 | 10 | 11 | 9  | 46 | 39 | +7  |
|                      | 8.   | Slovácko         | 40 | 30 | 12 | 4  | 14 | 37 | 51 | -14 |
|                      | 9.   | Bohemians 1905   | 37 | 30 | 8  | 13 | 9  | 35 | 37 | -2  |
|                      | 10.  | Dukla Praga      | 35 | 30 | 8  | 11 | 11 | 44 | 41 | +3  |
|                      | 11.  | Vysočina Jihlava | 31 | 30 | 8  | 7  | 15 | 31 | 54 | -23 |
|                      | 12.  | Teplice          | 30 | 30 | 7  | 9  | 14 | 37 | 52 | -15 |
|                      | 13.  | Trinity Zlín     | 30 | 30 | 7  | 9  | 14 | 34 | 50 | -16 |
|                      | 14.  | Příbram          | 27 | 30 | 7  | 6  | 17 | 33 | 53 | -20 |
|                      | 15.  | Sigma Olomouc    | 27 | 30 | 6  | 9  | 15 | 35 | 49 | -14 |
|                      | 16.  | Baník Ostrava    | 14 | 30 | 4  | 2  | 24 | 27 | 65 | -38 |

Legenda:

      Campione della Repubblica Ceca e ammessa alla UEFA Champions League 2016-2017

      Ammessa alla UEFA Champions League 2016-2017

      Ammesse alla UEFA Europa League 2016-2017

      Retrocesse in Druhá liga 2016-2017
Note:

Tre punti a vittoria, uno a pareggio, zero a sconfitta.

## Statistiche

### Classifica marcatori
Aggiornata al 9 aprile 2016.
| Gol |  |  | Giocatore       | Squadra          |
| --- |  |  | --------------- | ---------------- |
| 20  |  |  | David Lafata    | Sparta Praga     |
| 16  |  |  | Michal Ďuriš    | Viktoria Plzeň   |
| 14  |  |  | Lukáš Magera    | Mladá Boleslav   |
| 14  |  |  | Milan Škoda     | Slavia Praga     |
| 13  |  |  | Jakub Řezníček  | Zbrojovka Brno   |
| 12  |  |  | Marek Bakoš     | Slovan Liberec   |
| 12  |  |  | Muris Mešanović | Vysočina Jihlava |
| 10  |  |  | Tomáš Berger    | Dukla Praga      |
| 8   |  |  | Martin Fillo    | Teplice          |
| 8   |  |  | Kehinde Fatai   | Sparta Praga     |
| 8   |  |  | Lukáš Železník  | Trinity Zlín     |